# Isla Dinosaurio (DC Comics)
Isla Dinosaurio (Del inglés, Dinosaur Island) es una isla ficticia que ha aparecido en varias historietas publicadas por la editorial DC Comics a lo largo de los años, especialmente en las historietas bélicas, apareciendo por primera vez en Star Spangled War Stories #90 (abril-mayo de 1960)

## Historia sobre publicación
Existen dos versiones sobre la Isla Dinosaurio. La primera Isla Dinosaurio apareció por primera vez en un solo número, en la revista de historietas de Batman en el #35 (junio de 1946) En esta historia, Bill Finger y Bob Kane, implicó un "Dinosaur Island" parque de diversiones que contenía aspecto realista y funcionando dinosaurios robóticos.
La segunda y definitiva versión de la Isla Dinosaurio apareció por primera vez en la edición de primavera de 1960 de Star Spangled War Stories #90. Esta versión creada por Robert Kanigher y el dibujo de Ross Andru, se volvería un lugar como característica permanente en la historia conocida como La guerra que el tiempo olvidó. Situada en el Pacífico Sur de la Tierra correspondiente al Universo DC, es una isla poblada por dinosaurios que viven junto a otras variadas criaturas prehistóricas. La mayoría de estos dinosaurios eran mucho más grandes que sus contrapartes de la vida real, un ejemplo de ellos, era como mostraban a un Pteranodon era lo suficientemente grande como para ser capaz de destrozar un avión, mientras que un Brontosaurus sería lo suficientemente grande como para hundir un portaaviones. Las historias se establecieron en la década de 1940 en plena Segunda Guerra Mundial, y los soldados norteamericanos y japoneses a menudo se tropezaban en esta isla durante la batalla, y donde tenían que encontrarse con las criaturas que allí habitaban. Después de su debut en Star Spangled War Stories #90, volvería a aparecer en el #92 y su éxito fue tal que hasta logró su propia serie historias desde el #137 en 1968. Después de sus primeras apariciones aparecería de forma esporádica en las páginas de G.I. Combat, Weird War Tales, y otras publicaciones adicionales de DC Comics.

## Historia Ficticia

### La Isla Dinosaurio de las páginas de la historieta de Batman
La Isla Dinosaurio aparece en las primeras historietas de Batman al ser retratada como una nueva atracción de un parque, siendo esta una nueva construcción, administrada por Murray Wilson Hunt. En esta historia, Batman forma un acuerdo con el dueño de la atracción para ser parte de un simulacro de caza de animales celebrada por Mr. Breach. Durante la caza, Murray es eliminado por Stephen Chase y toma el control de la Isla Dinosaurio, con el fin de tener a los dinosaurios mecánicos y a los hombres de las cavernas atacando a Batman. Eventualmente, Batman y Robin serían capaces de cambiar el rumbo de las cosas a Mr. Breach, logran detener y capturar a Stephen Chase. Después de este suceso, Batman obtiene como trofeo un Tyrannosaurus robot mecanizado y lo tiene como adorno en la Baticueva.

### La segunda Isla Dinosaurio: La isla original
La segunda Isla Dinosaurio aparece por primera vez al ser descubierta por Enemy Ace en 1927, cuando voló junto a Bat Lash, Biff Bradley, el general Joseph Stilwell, y "Chop-Chop" (se presume que es el padre del miembro de los Blackhawks) en una misión hacia la isla de Chiang Kai-shek. La isla había sido descrita que durante mucho tiempo fue una leyenda para los habitantes de China (conocida en su momento como la isla Dragón) y se supone que tiene escondida unas espadas legendarias místicas. Durante esta misión, los aventureros se encuentran con Vandal Savage y Miss Fear, además de peligrosos dinosaurios . En esta historia publicada en una miniserie aparece los Cañones Dragón. Durante la Segunda Guerra Mundial, varios submarinos de los Estados Unidos aparentemente desaparecen después de encontrarse con un área de disturbios sísmicos. Los marines anclan en una isla cercana con la esperanza de encontrar sobrevivientes, pero en su lugar encuentran que los terremotos han despertado a la población dinosaurio residente de la remota isla. Las bestias prehistóricas habían sido preservadas a través de animación suspendida durante siglos. Con sus armas esencialmente inútiles, el escuadrón de marines apenas logra escapar con vida. Se cree que la Isla Dinosaurio está de alguna manera conectada, ya sea física o místicamente,al mundo intraterrícola conocido como Skartaris, así como el lugar del proyecto estadounidense del Proyecto M (el proyecto que creó a los Creature Commandos) así como el lugar donde tuvo una historia relacionada con Ultra-Humanite en la que este trasladó su mente al cuerpo de uno de los dinosaurios gigantes de la isla.
Pese a la presencia de los dinosaurios, el gobierno de los Estados Unidos considera a la isla una ubicación estratégica valiosa en la guerra contra Japón. Varias expediciones y operaciones tienen lugar en la isla. La isla también es utilizada como campo de pruebas para los soldados automatizados designados G.I. Robot, que resultan ser incompetentes contra la fuerza feroz de los dinosaurios. Los Creature Commandos, los Flying Boots, y hasta el original Escuadrón Suicida todos toman parte en misiones en la propia isla durante la Segunda Guerra Mundial. Expediciones de posguerra han teorizado que en la isla existe debido a que se encuentra en un estado de flujo temporal. Black Canary, de las Birds of Prey llega a la isla en tiempos modernos sólo para descubrir que todavía está habitada por soldados japoneses que mantuvieron a Gunner y a Sarge de Los Perdedores en un campo de prisioneros. En la serie del Escuadrón Suicida reveló que una misión de posguerra realizada en la isla por el supuesto Sargento Rock y Bulldozer explican el por qué no han envejecido tanto desde la Segunda Guerra Mundial producto de las fluctuaciones temporales. La veracidad de esta historia estuvo en disputa, de como Bulldozer anuncia más tarde que el Sargento Rock murió en la Segunda Guerra Mundial. En 2008, la isla fue presentada de nuevo en una miniserie de doce partes llamada Showcase: La guerra que el tiempo olvidó.
Batman una vez voló a la Isla Dinosaurio en busca de una reliquia mística conocida como la Ach-om Rashay, un amuleto de atención plena. La Ach-om Rashay era en realidad una pequeña y rara pieza de kriptonita de plata, que se sabe causa efectos psicotrópicos en los kriptonianos. Batman escala un volcán donde se oculta la kriptonita y la extrae.

## Otras versiones

### DC: La Nueva Frontera
El dibujante y escritor Darwin Cooke utilizó la isla en su serie limitada Elseworld DC: La Nueva Frontera, donde se conecta a la isla con los albores de la Edad de Plata . En esta serie, la isla se presenta como el lugar de donde procede el principal antagonista, un ser sensible llamado El Centro, y que ha existido en la Tierra desde mucho antes de los albores de la raza humana. Sintiéndose amenazada por el desarrollo humano de las armas nucleares,  El Centro decide poner fin a toda forma de vida en la Tierra. En la historieta La Nueva Frontera,  El Centro se presenta como una isla viviente con la habilidad de flotar navegar grandes distancias y desovar dinosaurios mutantes grotescos que atacan o se defienden.

## Apariciones en otros medios

### Televisión
- Isla Dinosaurio apareció en la serie animada de Batman, el valiente en el episodio "Terror en la Isla Dinosaurio". Gorilla Grodd y sus seguidores lo utilizaron como base para su cuartel general. Grodd comenta que las Bahamas, las Indias Occidentales y Florida están dentro de un radio de 500 millas de Isla Dinosaurio. La isla también aparece en el equipo con Challengers of the Unknown en "Revenge of the Reach!". En "Four Star Spectacular!", Isla Dinosaurio apareció donde Creature Commandos se asoció con Batman para frustrar a Ultra-Humanidad, cuando planea construir un ejército de dinosaurios controlado mentalmente. Después de que Ultra-Humanidad fue derrotado, los Creature Commandos destruyen las imágenes del teniente Matthew Shrieve de Isla Dinosaurio para mantener en secreto la ubicación de la isla.[4]
- Una variación de Isla Dinosaurio aparece en el episodio "Booster's Gold" de Justice League Action. Después de ver una película en la que los científicos clonaron dinosaurios para que volvieran a la vida, Booster Gold comienza su última empresa para hacer dinero en la que lleva algunos dinosaurios a una isla cerca del Triángulo de las Bermudas y establece Isla Dinosaurio y el pueblo de vacaciones Booster World. Cuando Flecha Verde llegó y se enteró del plan de Booster Gold, no salió bien, incluso con Flecha Verde diciéndole a Booster Gold que el plan de la película no iba bien mientras los dos trabajan para evadir a los dinosaurios carnívoros.
- También fue objeto de aparición en la serie animada de Teen Titans Go!.

### Película
El Centro aparece como el principal antagonista en Justice League: The New Frontier con la voz de Keith David. Esta versión es una criatura monstruosa nacida de la Tierra que tiene la apariencia de una isla flotante y desarrolló rasgos mucho más allá de los de los seres menores. Un ser sensible orgánico observó la evolución de los dinosaurios, la lluvia de meteoritos y la evolución de los humanos. Vio a los humanos como una amenaza para la existencia de otras especies y se asentó en el Pacífico. A lo largo de los siglos, se ha ganado la reputación de ser un espíritu omnipresente sin principio ni fin. Diferentes culturas describen la misma leyenda, la llegada de una presencia ominosa y todopoderosa y un gran sufrimiento. El Centro es un ser vivo del tamaño de una isla que puede volar mediante propulsión de energía, transformar su sustancia para extruir tentáculos y engendrar dinosaurios gigantes, proyectar energía e inhalar estructuras a través de sus puertos, y tiene poderes mentales como lanzar ilusiones, telepatía y control mental sobre seres como el Capitán Frío. El famoso autor infantil, Theodore Smiesel, se sintió abrumado por la telepatía del Centro y escribió "La última historia" describiendo el Centro. Después de la finalización del libro, Smiesel se suicidó a tiros. Después de que aumentó en 1957, hubo un aumento constante en el número de delirios masivos y de personas que escuchaban voces en sus cabezas y realizaban actos violentos. Cruzó la Isla Paraíso y atacó a las Amazonas. Wonder Woman pudo escapar y advertir a Superman antes de que el Centro llegue a Estados Unidos. Un colectivo de funcionarios gubernamentales y superhéroes formó un plan multifacético para derrotar al Centro frente a las costas de Florida. Mientras lo distraen con cargas explosivas desde fuera y desde dentro, Flash (Barry Allen) lo expondría pieza por pieza con la tecnología de reducción de materia creada por Ray Palmer. Sintió su final e intentó suicidarse en Cabo Cañaveral. Green Lantern intervino y usó sus poderes recién descubiertos para encapsular el Centro y lanzarlo al espacio donde su cuerpo implosiona.